# Cosmè Tura
Cosmè Tura o Cosimo Tura (Ferrara, cap al 1430 - 1495), també conegut com Il Cosmè, va ser un pintor italià de principi del renaixement. Va ser el pintor oficial dels ducs d'Este i és considerat un dels fundadors de la Scuola ferrarese.

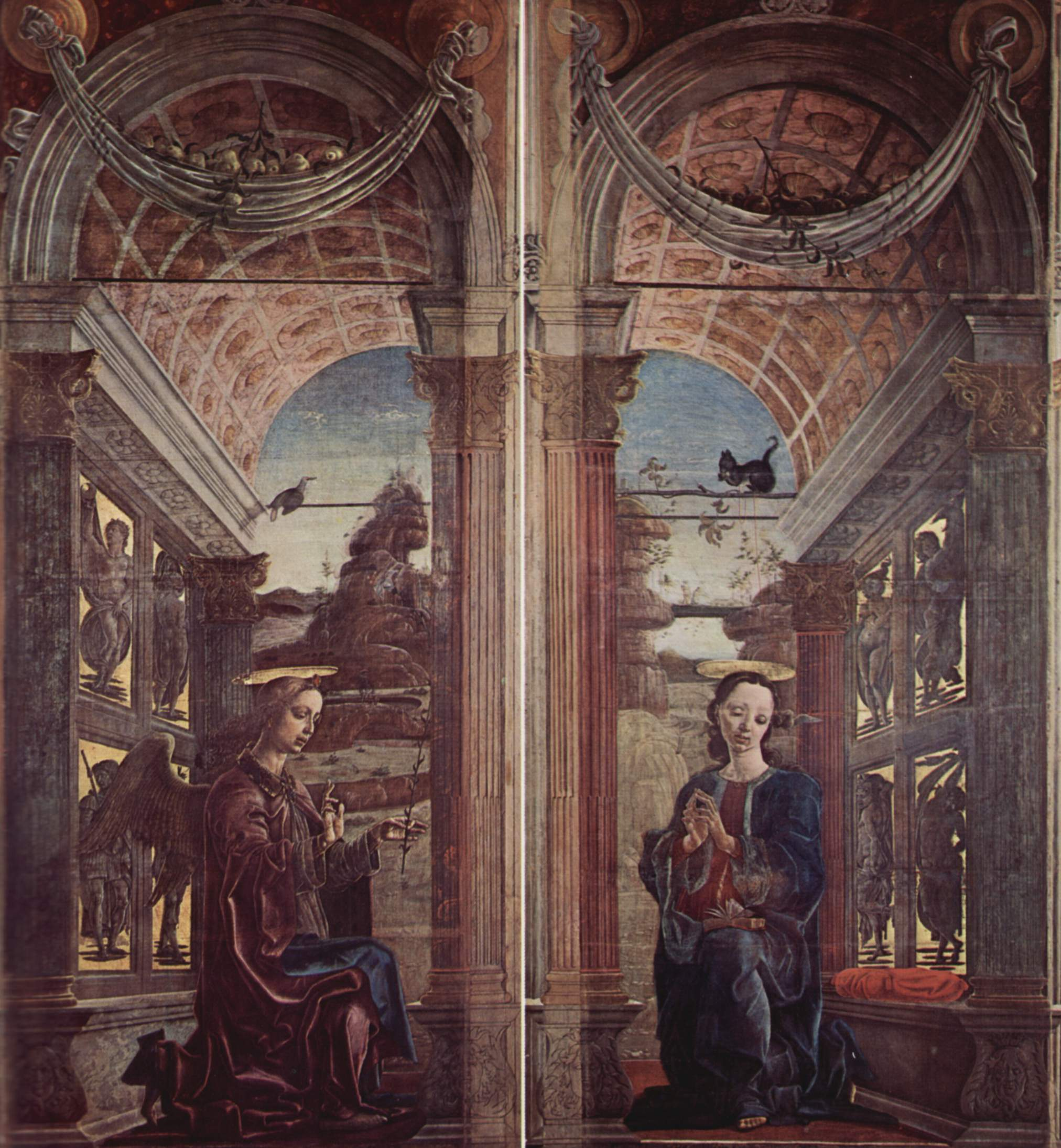
LAnnunciazione, conservada avui en el Museu de la Catedral de Ferrara

Dotat d'una gran personalitat i de diversificada capacitat, és present en totes les manifestacions artístiques de la cort dels Este, i els diferents ducs que es van succeir en els cinquanta anys de la seva vida artística el van requerir per a un gran nombre d'obres. El veiem com a pintor de talent, com a escenògraf en festivals i torneigs o com a decorador de capelles d'esglésies, però també de la roba, de les cobertes, dels atuells, en tant que dissenyador de cartrons de la tapisseria de la porta de la catedral amb la figura de l'Anunciació i la mort del drac per part de sant Jordi. Treballa amb les decoracions de cambres, l'estudi i la biblioteca de Giovanni Pico della Mirandola. Dissenya igualment els frescos del Palazzo Schifanoia de Ferrara.
La pintura de Cosmè Tura, completament original, es caracteritza per composicions fastuosament decorades i una plasticitat gairebé escultural de les figures, en un aparent realisme que pertany més a la imaginació que a la realitat i que es basa en la utilització dels colors, en una investigació meticulosa dels detalls i dels paisatges impossibles, que es trobarà més tard en l'escola dels pintors del Danubi. Malgrat la fidelitat als Este, als quals ha donat el treball de tota la seva vida i d'haver estat el mestre d'una escola de multitud d'artistes emilians, Cosmè Tura mor cansat i pobre, com queda reflectit en una carta datada el 1490 al duc Hèrcules I d'Este, que demana el pagament d'una de les seves obres, potser el Sant Antonio da Padova, actualment a la Galleria Estense de Mòdena, afirmant literalment: "Ja no sé com poder viure i poder sustentar d'aquesta manera la meva família".

## Obres

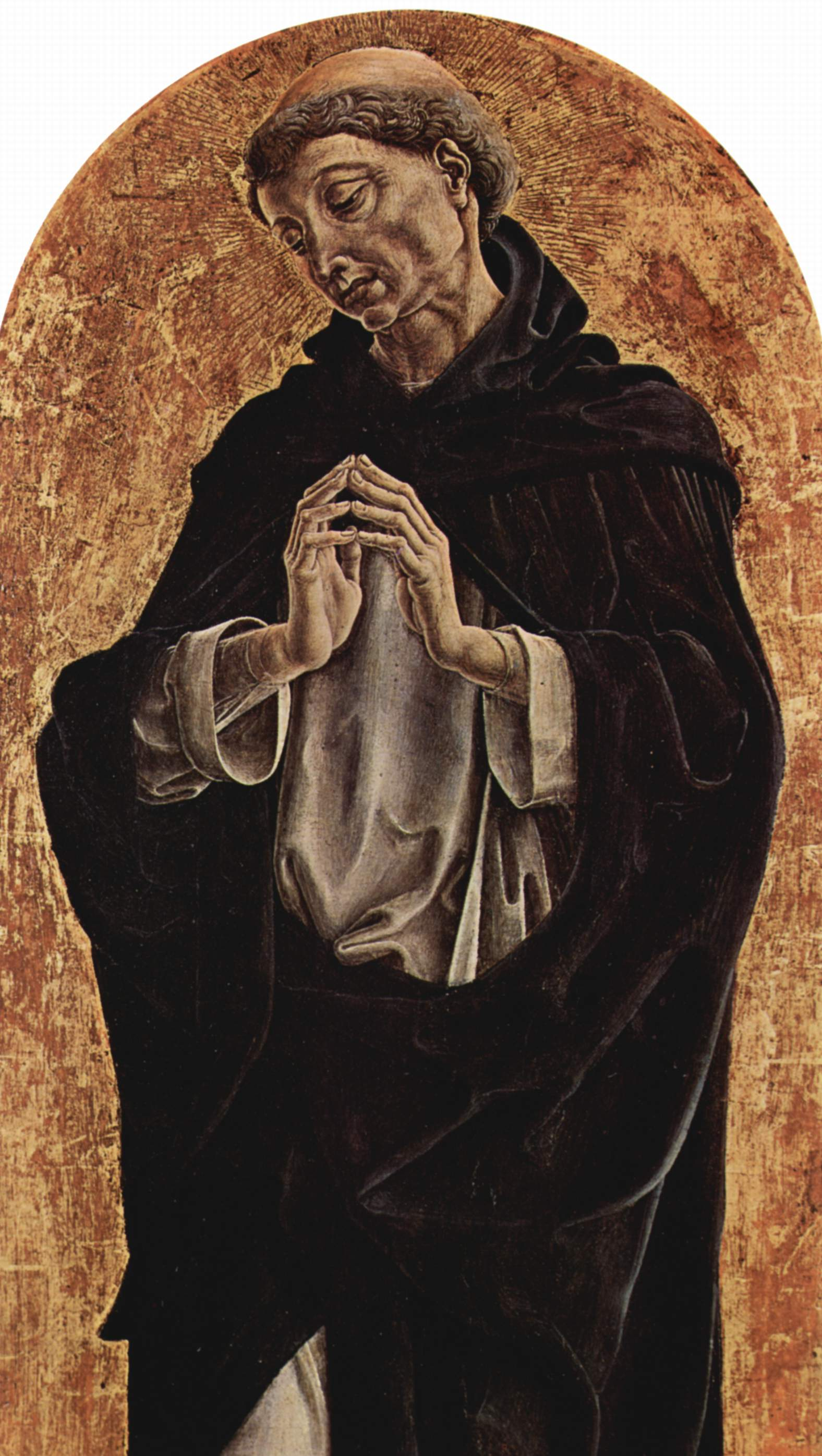
San Domenico, c. 1475, oli sobre taula, 51 × 32 cm, Florència, Galleria degli Uffizi

- Ritratto virile, 1450-1452, tremp sobre taula, 30 x 21 cm, Nova York, Metropolitan Museum of Art.
- La musa Tersicore, 1450-1460, tremp sobre taula, 117,5 x 81 cm, Milà, Museo Poldi Pezzoli.
- Madonna con Bambino in un giardino, 1452, oli sobre taula, 53 x 37 cm, Washington, National Gallery of Art.
- Madonna dello Zodiaco, 1459-1463, tremp sobre taula, 61 x 41 cm, Venècia, Gallerie dell'Accademia.
- Pietà, 1460, oli sobre taula, 48 x 33 cm, Venècia, Museu Correr.
- La Primavera, 1460, oli sobre taula, 116 x 71 cm, Londres, National Gallery.
- San Francesco riceve le stimmate, 1460, miniatura, 18 x 17 cm, Washington, National Gallery of Art.
- San Giorgio e il drago, 1460, oli sobre taula, 22 x 13 cm, Venècia, Collezione Vittorio Cini.
- Annunciazione, 1469, tremp sobre tela, 349 x 305 cm, Ferrara, Museo del Duomo.
- San Giorgio e la principessa, 1469, tremp sobre tela, 349 x 305 cm, Ferrara, Museo del Duomo.
- San Giovanni Evangelista a Patmos, 1470, tremp sobre taula, 27 x 32 cm, Madrid, Museu Thyssen-Bornemisza.
- Madonna con Bambino in trono, tavola dal Polittico Roverella, 1474, oli sobre taula, 239 x 102 cm, Londres, National Gallery.
- Pietà e santi, 1474, tavola dal Polittico Roverella, 1474, oli sobre taula, 132 x 267 cm, París, Musée du Louvre.
- Santi Maurelio e Paolo con Niccolò Roverella, tavola dal Polittico Roverella, 1474, oli sobre taula, Roma, Galleria Colonna.
- Circoncisione, tavola dal Polittico Roverella, 1474, oli sobre taula, circular, diàm. 38 cm, Boston, Isabella Stewart Gardner Museum.
- Fuga in Egitto, tavola dal Polittico Roverella, 1474, oli sobre taula, circular, diàm. 38 cm, Nova York, Metropolitan Museum.
- Adorazione dei Magi, tavola dal Polittico Roverella, 1474, oli sobre taula, circular, diàm. 38 cm, Cambridge, Fogg Art Museum.
- San Giorgio, frammento dal Polittico Roverella, 1474, tremp sobre taula, 39 x 29 cm, San Diego, Timken Art Gallery.
- San Giovanni Battista, 1474, tremp sobre taula, 23 x 14 cm, Filadèlfia (Pennsilvània), John G. Johnson Collection.
- San Pietro, 1474, tremp sobre taula, 23 x 14 cm, Filadèlfia (Pennsilvània), John G. Johnson Collection.
- San Gerolamo penitente, 1474, oli sobre taula, 100 x 57 cm, Londres, National Gallery.
- Cristo crocifisso, 1474, oli sobre taula, 21 x 17 cm, Milà, Pinacoteca di Brera.
- Cristo morto sorretto da due angeli, 1474, oli sobre taula, 44,5 x 86 cm, Viena, Kunsthistorisches Museum.
- Giudizio di san Maurelio, 1475, oli sobre taula, circular, diàm. 48 cm, Ferrara, Pinacoteca Nazionale.
- Martirio di san Maurelio, 1475, oli sobre taula, circular, diàm. 48 cm, Ferrara, Pinacoteca Nazionale.
- San Francesco d'Assisi e Angelo annunziante, 1475, oli sobre taula, 30 x 11 cm cadascú, Washington, National Gallery of Art.
- Vergine Annunziata e San Maurelio, 1475, oli sobre taula, 30 x 11 cm cadascú, Washington, National Gallery of Art.
- Madonna col Bambino, 1475, oli sobre taula, 45 x 30 cm, Bergamo, Accademia Carrara.
- San Domenico, 1475, oli sobre taula, 51 x 32 cm, Florència, Galleria degli Uffizi.
- Sant'Antonio da Padova, 1475 oli sobre taula, 71 x 31 cm, París, Museu del Louvre.
- San Giacomo Maggiore, 1475, oli sobre taula, 74 x 31,3 cm, Caen, Musée des Beaux-Arts.
- Vergine annunziata, 1475-1480 ca., tremp sobre taula, 45 x 34 cm, Londres, National Gallery.
- Sant'Antonio da Padova, 1484, oli sobre taula, 178 x 80 cm, Mòdena, Galleria Estense.
- San Sebastiano, 1484, oli sobre taula, 75 x 32 cm, Berlín, Staatliche Museen.
- San Cristoforo, 1484, oli sobre taula, 73 x 30 cm, Berlín, Staatliche Museen.
- Annunciazione, Collezione Cook, Richmond (USA).
- Musico, galeria de Dublín.